# Edad de oro de la cultura medieval búlgara

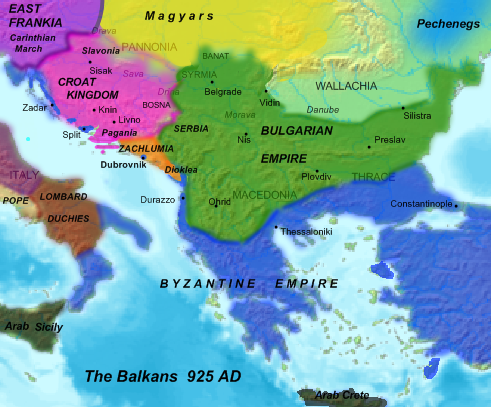
El Primer Imperio búlgaro en 925.

La Edad de oro de Bulgaria es el período de prosperidad cultural búlgara durante el reinado del emperador Simeón el Grande (889-927). El término fue acuñado por el historiador Spiridon Palauzov a mediados del siglo XIX.
Simeón consiguió espectaculares éxitos militares y políticos, expandiendo el territorio búlgaro y obligando al Imperio bizantino a reconocer el título imperial de los monarcas búlgaros. La capital, Preslav, fue construida siguiendo el estilo bizantino para rivalizar con Constantinopla. Entre los edificios más notables de la ciudad estaban la Iglesia Redonda, también conocida como la Iglesia Dorada, y el palacio imperial. En esa época también fue creada la cerámica y pintura preslaviana, que seguía los modelos bizantinos más prestigiosos. Una crónica del siglo XI testificó que Simeón había construido Preslav en veintiocho años.
Simeón reunió alrededor de sí mismo círculo el llamado círculo de Simeón, que incluía algunos de los autores literarios más destacados de Bulgaria en ese momento. Se afirma que el mismo Simeón estuvo activo como escritor: las obras que a veces se le acreditan incluyen el Zlatostruy (Corriente de oro) y dos colecciones de Simeón (Svetoslavian; el primero transcrito en 1234 y el segundo en 1299).
Los géneros más importantes fueron edificantes encomios oratorios cristianos, vidas de santos, himnos y poesías, crónicas y relatos históricos. Las obras notables incluyen el Hexameron por Juan el Exarca, el Evangelio Didáctico (incluyendo la Oración alfabética) por Constantino de Preslav, Un Relato sobre las Epístolas por Cernorizec Hrabar. Los nombres de los otros autores del círculo de Simeón fueron Tudor Dox, Preste Juan y el Preste Gregorio pero ninguna de sus obras se conservan.